# Łęczyce (Powiat Wejherowski)
Łęczyce [wɛnˈt͡ʂɨt͡sɛ] (deutsch Lanz, Kreis Lauenburg/Pommern; kaschubisch Łãczëce) ist ein Dorf im Powiat Wejherowski (Neustädter Kreis) in der polnischen Woiwodschaft Pommern. Es ist Sitz der gleichnamigen Landgemeinde.

## Geographische Lage
Das Dorf liegt in Hinterpommern, im Tal der Leba, die mitten durch den Ort fließt, etwa 14 Kilometer nordöstlich von Lauenburg in Pommern, 3 ½ Kilometer südsüdöstlich des Kirchdorfs Brzeźno Lęborskie (Bresin), einen Kilometer nördlich des Nachbardorfs Godętowo (Goddentow) und 27 Kilometer westlich von Wejherowo (Neustadt in Westpreußen). 

Lanz, nordöstlich von Lauenburg in Hinterpommern und westlich von Neustadt in Westpreußen, auf einer Landkarte von 1910.

## Geschichte

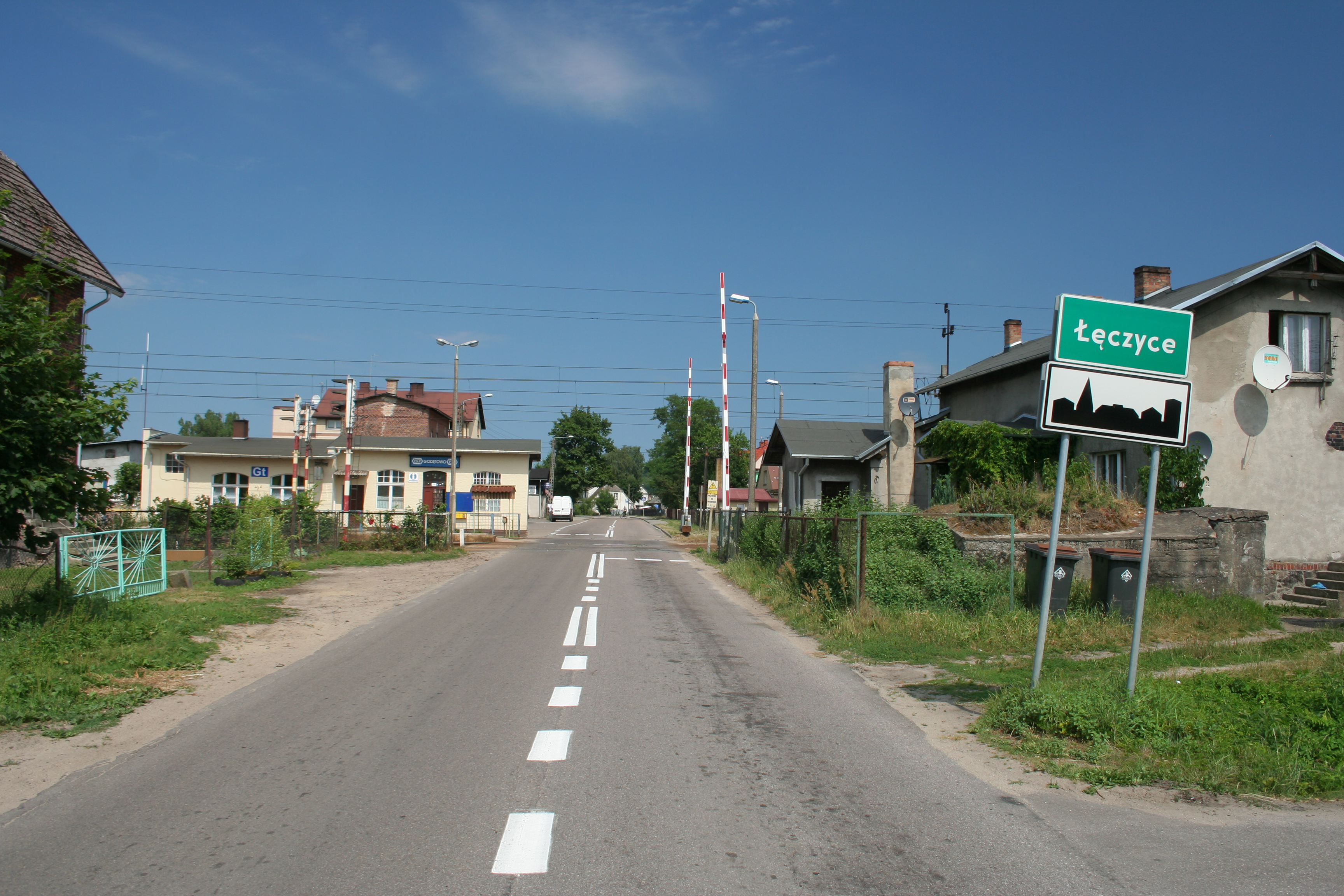
Dorfstraße (2010)

Um 1780 hatte das Dorf einen Freischulzen, dem das Recht zustand, in der Leba eine Schleuse für den Lachsfang zu halten, acht Bauernhöfe, zwei Büdner und einen Schulmeister und wies 16 Feuerstellen (Haushaltungen) auf.
Anfang der 1930er Jahre hatte die Landgemeinde Lanz eine Flächengröße von 7,6 km². Innerhalb der Gemeindegrenzen, wo Lanz die einzige Wohnstätte war, standen 82 bewohnte Wohnhäuser. Um 1935 gab es in den beiden eng aneinander grenzenden Dörfern Goddentow und Lanz zusammen unter anderem drei Gasthöfe, eine Spar- und Darlehnskasse, drei Gemischtwarenläden, eine Molkerei, eine Mühle, zwei Holzsägewerke, zwei Schmieden, zwei Sattlereien, eine Stellmacherei und eine Tischlerei. 1925 wurden in der Gemeinde Lanz 676 Einwohner gezählt, 865 im Jahr 1933 und 817 Einwohner im Jahr 1939.
Bis 1945 bildete Lanz eine Landgemeinde im Landkreis Lauenburg i. Pom. im Regierungsbezirk Köslin der preußischen Provinz Pommern des Deutschen Reichs. Lanz war dem Amtsbezirk Schweslin zugeordnet, zu dem außerdem noch die Gemeinden Bresin,
Hohenfelde, Kattschow, Krahnsfelde und Pusitz gehörten, und dem Amtsgerichtsbereich Lauenburg in Pommern.
Gegen Ende des Zweiten Weltkriegs besetzte im Frühjahr 1945 die Rote Armee die Region. Bald darauf wurde Hinterpommern zusammen mit Westpreußen und der südlichen Hälfte Ostpreußens von der Sowjetunion der Volksrepublik Polen zur Verwaltung überlassen. In Lanz begann danach die Zuwanderung polnischer Zivilisten, von denen die einheimischen Dorfbewohner aus ihren Häusern und Gehöften gedrängt wurden. Das deutsche Dorf Lanz wurde unter dem polonisierten Ortsnamen ‚Łęczyce‘ verwaltet. In der darauf folgenden Zeit wurden die einheimischen Dorfbewohner von der polnischen Administration aus Lanz vertrieben.
1945 wurde das Dorf in den Powiat Wejherowski (Powiat Neustadt in Westpreußen) innerhalb der Woiwodschaft Pommern (bis 1998 Woiwodschaft Danzig) eingegliedert. Es ist Teil und Sitz der Gmina Łęczyce, innerhalb derer es ein Schulzenamt mit den Ortschaften Godętowo (Goddentow), Wielistowo (Felstow) und Węgornia (Aalbeck) bildet. Hier leben heute 1524 Einwohner.

### Demographie
| Jahr | Einwohner | Anmerkungen                                 |
| ---- | --------- | ------------------------------------------- |
| 1822 | 156       | [ 5 ]                                       |
| 1925 | 676       | darunter 645 Evangelische und 30 Katholiken |
| 1933 | 865       | [ 7 ]                                       |
| 1939 | 817       | [ 7 ]                                       |

## Kirche

### Kirchspiel bis 1945
Lanz gehörte von alters her zu der vom Deutschen Ritterorden – wahrscheinlich 1437 – gegründeten Parochie
Bresin. Mit der Reformation wurde das Dorf lutherisch, eine eigene Kirche hatte Lanz jedoch nicht. Unter den 676 Einwohnern des Jahres 1925 befanden sich 645 Protestanten (95,4 %) und dreißig Katholiken (4,4 %). Das evangelische Kirchspiel Bresin gehörte zum Kirchenkreis Lauenburg in Pommern im Ostsprengel der Kirchenprovinz Pommern in der Kirche der Altpreußischen Union.
Das katholische Kirchspiel war in Lauenburg in Pommern.

### Polnisches Kirchspiel seit 1945
Die seit 1945 und Vertreibung der einheimischen Dorfbewohner anwesende polnische Einwohnerschaft ist überwiegend katholisch. Hier steht jetzt eine eigene Pfarrkirche, die den Namen Kościół św. Antoniego Padewskiego (Antonius von Padua) trägt. Die Pfarrei gehört zum Dekanat Gniewino (Gnewin) im Bistum Pelplin der Katholischen Kirche in Polen.
Hier lebende evangelische Polen sind in die Pfarrei der  Kreuzkirche in Stolp in der Diözese Pommern-Großpolen der Evangelisch-Augsburgischen Kirche in Polen eingegliedert. Kirchort ist Lębork (Lauenburg in Pommern).

## Verkehr
Drei Kilometer südlich des Ortes verläuft die polnische Landesstraße 6 (ehemalige deutsche Reichsstraße 2, heute auch Europastraße 28), die von Stettin nach Danzig und weiter bis Pruszcz Gdański (Praust) führt. 
Nächste Bahnstation ist Godętowo (bis 1945 Goddentow-Lanz) an der Staatsbahn-Strecke 202 von Danzig nach Stargard.

## Söhne und Töchter des Ortes
- Horst Katzor (1918–1998), deutscher Ingenieur und 1969–1984 Oberbürgermeister der Stadt Essen.

## Gmina Łęczyce
Die Landgemeinde (gmina wiejska) Łęczyce umfasst eine Fläche von 232,8 km². Hier leben 12.000 Einwohner.